# GaWC研究
GaWC研究（Globalization and World Cities Research Network）は、世界中の都市を研究しているシンクタンクである。
「会計・広告・銀行/金融・法律」の4つの「高度なプロデューサーサービス」を介した接続性に基づいて世界都市を絞り込みランク付けしている。

## GaWC都市分類
- 「アルファ」世界都市（4つのサブカテゴリ）
  - アルファ++
  - アルファ+
  - アルファ
  - アルファ-
- 「ベータ」世界都市（3つのサブカテゴリ）
  - ベータ++
  - ベータ+
  - ベータ
- 「ガンマ」世界都市（3つのサブカテゴリ）
  - ガンマ++
  - ガンマ+
  - ガンマ
- 「十分なレベル」
  - ハイレベル
  - ノミネート

また、GaWCは、政治的または文化的要因よりも「都市経済」を重点的にランク付けされている。

## 2020年の都市分類
2020年の都市分類は以下のとおりである。
(1) または (1) は、2018年の分類以降に都市が1つのカテゴリを上下に移動したことを示す。

### アルファ
アルファレベルの都市は、主要な経済状態と地域、および世界経済にリンクされており、アルファ++、アルファ+、アルファ、およびアルファ-の4つに分類される。

#### アルファ++
- ニューヨーク
- ロンドン

#### アルファ+
- 上海
- シンガポール
- 東京
- ドバイ
- パリ
- 北京
- 香港

#### アルファ
- アムステルダム (1)
- ブリュッセル
- シカゴ
- フランクフルト
- ジャカルタ
- クアラルンプール
- ロサンゼルス
- マドリード
- メキシコシティ
- ミラノ
- モスクワ
- ムンバイ
- サンパウロ
- シドニー (1)
- トロント

#### アルファ −
- バンコク (1)
- ベンガルール (1)
- ボストン (1)
- ブエノスアイレス (1)
- ダブリン
- 広州 (1)
- イスタンブール (1)
- ヨハネスブルグ
- リスボン
- ルクセンブルクシティ
- マニラ
- メルボルン (1)
- モントリオール
- ミュンヘン
- デリー
- プラハ
- リヤド
- サンフランシスコ
- サンティアゴ
- ソウル (1)
- 深圳
- ストックホルム
- 台北 (1)
- ウィーン
- ワルシャワ (1)
- チューリッヒ (1)

### ベータ
ベータレベルの都市は、中規模の経済地域により世界経済に影響を与える都市であり、ベータ+、ベータ、およびベータ-の3つに分類される。

#### ベータ+
- アトランタ
- オークランド
- バルセロナ (1)
- ベイルート  (1)
- ベルリン (1)
- ボゴタ (1)
- ブリスベン (1)
- ブカレスト
- ブダペスト (1)
- カイロ
- 成都
- コペンハーゲン
- ダラス
- ドーハ
- デュッセルドルフ
- ハンブルク
- ヒューストン (1)
- リマ
- マイアミ (2)
- ローマ (1)
- テルアビブ
- バンクーバー
- ワシントンD.C. (1)

#### ベータ
- アブダビ
- アテネ (1)
- ケープタウン
- カサブランカ
- チェンナイ
- 重慶 (1)
- デンバー
- 杭州 (1)
- ハノイ (1)
- ヘルシンキ (1)
- ホーチミンシティ (1)
- カラチ
- キエフ
- マナーマ
- モンテビデオ
- ナイロビ
- 南京
- オスロ
- パナマシティ (1)
- パース (1)
- フィラデルフィア
- リオデジャネイロ
- シアトル (1)
- 天津

#### ベータ −
- アルマトイ
- アンマン (2)
- オースティン (2)
- ベオグラード
- ブラチスラバ
- カルガリー (1)
- カラカス (1)
- 長沙
- 大連
- デトロイト (1)
- ダッカ
- エディンバラ
- ジュネーブ
- ジョージタウン
- グアテマラシティ (1)
- ハイデラバード (1)
- ジェッダ
- 済南市
- カンパラ
- クウェートシティ (1)
- ラゴス (1)
- ラホール (1)
- リヨン
- マンチェスター
- ミネアポリス (1)
- モンテレイ
- マスカット (1)
- ニコシア
- 大阪 (1)
- キト
- サンクトペテルブルク (2)
- サンディエゴ (2)
- サンホセ
- サンサルバドル
- 瀋陽
- ソフィア (1)
- シュトゥットガルト
- タンパ (2)
- チュニス
- 武漢 (1)
- 厦門
- 西安 (1)
- ザグレブ (1)
- 鄭州 (1)

### ガンマ
ガンマレベルの都市は、小規模の経済地域を世界経済により影響を与える都市であり、ガンマ+、ガンマ、およびガンマ-都市の3つに分類される。

#### ガンマ+
- アデレード
- アフマダーバード (1)
- アルジェ (1)
- アントワープ (1)
- バクー (1)
- ボルチモア (1)
- ベルファスト (1)
- シャーロット (1)
- ケルン (2)
- ダルエスサラーム
- グラスゴー
- グアダラハラ (1)
- 合肥 (1)
- イスラマバード (1)
- コルカタ (1)
- 昆明 (1)
- リュブリャナ (1)
- メデジン (2)
- オーランド (2)
- プノンペン (2)
- フェニックス (1)
- ポルト (1)
- プネー
- 青島 (1)
- リガ
- ロッテルダム
- サンノゼ (1)
- セントルイス (1)
- 蘇州 (1)
- トビリシ (1)

#### ガンマ
- アンカラ
- ブリストル
- コロンボ (1)
- ダカール (2)
- ダーバン (1)
- ヨーテボリ (3)
- グアヤキル (1)
- 海口 (3)
- ラパス
- マルメ (3)
- マナグア (2)
- ナント (1)
- ナッシュビル (1)
- オタワ (1)
- サンフアン (2)
- サントドミンゴ
- 台中 (3)
- テグシガルパ
- ティラナ (1)
- トリノ
- バレンシア (2)
- ヴィリニュス
- ウェリントン
- ヴロツワフ (1)

#### ガンマ −
- アクラ (2)
- アスンシオン (1)
- ベロオリゾンテ
- ビルバオ (1)
- クリーブランド (2)
- コロンバス (2)
- ドゥアラ (1)
- エドモントン (1)
- 福州
- ハラレ (2)
- ハルビン (2)
- 高雄 (1)
- カンザスシティ (1)
- カトヴィツェ (2)
- ローザンヌ (1)
- リマソール (2)
- ルアンダ (1)
- マラガ (2)
- マプト
- ミルウォーキー
- 名古屋 (2)
- ナッソー (1)
- ポートルイス (3)
- ペナン
- ポズナン
- ケレタロ (1)
- サクラメント
- ソルトレイクシティ (2)
- 太原 (1)

### 十分なレベル
十分レベルの都市は、世界の都市から独立して十分なサービスを提供している都市である。十分度が高い都市と普通の十分度の都市に分類される。

#### 十分度が高い
- アビジャン
- アブジャ
- バーミンガム (4)
- ブラジリア (1)
- シンシナティ (1)
- クリチバ (1)
- ダンマーム (1)
- ハートフォード
- インディアナポリス (1)
- ジョホールバル (1)
- クラクフ (1)
- リーズ
- ルサカ (2)
- 澳門 (1)
- 寧波
- ポルトアレグレ
- ポートオブスペイン (1)
- プエブラ (1)
- ローリー
- サンアントニオ (1)
- セビリア (1)
- ストラスブール (1)
- ハーグ (1)
- ティフアナ (1)
- ウランバートル (1)
- ヤンゴン (1)
- エレバン (1)

#### 普通の十分度
- オーフス
- アバディーン
- アグアスカリエンテス
- アスタナ
- アレクサンドリア
- バグダード
- バンダルスリブガワン
- バランキージャ
- バーゼル
- ベルゲン
- ベルン[i]
- バーミンハム
- ビシュケク[i]
- ブランタイヤ
- ボローニャ
- ボルドー
- ブラザヴィル[i]
- ブレーメン
- バッファロー
- ブルサ
- 釜山[i]
- カリ
- カンピーナス
- キャンベラ
- カーディフ
- セブ
- 長春
- チワワ[i]
- キシナウ
- クライストチャーチ
- シウダー・フアレス
- コルドバ
- デモイン
- ドルトムント
- ドレスデン
- ドゥシャンベ
- エッセン[i]
- フィレンツェ (1)
- 福岡
- ハボローネ (1)
- ジェノバ
- ゴイアニア
- グラーツ
- グルノーブル
- 貴陽
- ハイファ[i]
- ハリファックス
- ハミルトン
- ハノーファー
- ハリスバーグ[i]
- ホバート[i]
- フフホト
- ホノルル[i]
- 新竹[i]
- イズミル (1)
- ジャクソンビル
- エルサレム
- カーブル
- カザン
- キガリ
- キングストン
- キンシャサ
- 神戸[i]
- コーチ
- 京都[i]
- ラブアン (1)
- 蘭州
- ラスベガス (1)
- ライプツィヒ
- レオン
- リーブルヴィル
- リエージュ
- リール
- リンツ
- リヴァプール
- ウッチ
- ロメ[i]
- ルイビル
- マラッカ[i]
- マンハイム[i]
- マルセイユ
- メンフィス
- メリダ
- メヒカリ
- ミンスク (2)
- モンペリエ
- 南昌
- 南寧
- ナポリ
- ニューオリンズ
- ニューカッスル
- ニース
- ノッティンガム
- ノヴォシビルスク
- ニュルンベルク
- オクラホマシティ
- オマハ[i]
- パレルモ[i]
- パロアルト
- ピッツバーグ
- ポドゴリツァ
- ポートエリザベス
- ポートハーコート
- ポートランド
- ポートモレスビー[i]
- プレトリア
- ケベックシティ
- レシフェ
- レイキャヴィーク
- リッチモンド
- ロチェスター
- ロサリオ
- サルヴァドール[i]
- サンルイスポトシ
- サンペドロスーラ
- サナア
- サンタクルス・デ・ラシエラ
- 札幌[i]
- サラエヴォ
- サスカトゥーン[i]
- 仙台[i]
- シェフィールド[i]
- 石家荘
- スコピエ (1)
- サウサンプトン (1)
- スラバヤ (1)
- スバ[i]
- 台南[i]
- タリン (3)
- タシュケント
- トゥールーズ
- トリエステ
- タルサ
- ウルムチ
- ユトレヒト
- バレンシア
- バルパライソ
- ヴィエンチャン
- ウィントフック
- ウィニペグ
- 無錫
- 横浜[i]
- 珠海